# Municipio de Durand (Illinois)
El municipio de Durand (en inglés: Durand Township) es un municipio ubicado en el condado de Winnebago en el estado estadounidense de Illinois. En el año 2010 tenía una población de 2394 habitantes y una densidad poblacional de 31,2 personas por km².

## Geografía
El municipio de Durand se encuentra ubicado en las coordenadas 42°24′37″N 89°20′58″O / 42.41028, -89.34944. Según la Oficina del Censo de los Estados Unidos, el municipio tiene una superficie total de 76.72 km², de la cual 76.7 km² corresponden a tierra firme y (0.02%) 0.02 km² es agua.

## Demografía
Según el censo de 2010, había 2394 personas residiendo en el municipio de Durand. La densidad de población era de 31,2 hab./km². De los 2394 habitantes, el municipio de Durand estaba compuesto por el 97.16% blancos, el 0.25% eran afroamericanos, el 0.38% eran amerindios, el 0.58% eran asiáticos, el 0.04% eran isleños del Pacífico, el 0.25% eran de otras razas y el 1.34% pertenecían a dos o más razas. Del total de la población el 2.21% eran hispanos o latinos de cualquier raza.